# مارکو بالدان
مارکو بالدان (انگلیسی: Marco Baldan؛ زادهٔ ۱۳ نوامبر ۱۹۹۳) بازیکن فوتبال است.
از باشگاه‌هایی که در آن بازی کرده‌است می‌توان به باشگاه فوتبال پروجا اشاره کرد.